# Knut Torbjørn Eggen
Knut Torbjørn Eggen (Orkdal, 1º novembre 1960 – Moss, 20 febbraio 2012) è stato un calciatore e allenatore di calcio norvegese, di ruolo difensore.

## Biografia
Era il figlio di Nils Arne Eggen. Il 20 febbraio 2012, all'età di 51 anni, è stato trovato morto nella sua casa di Moss. Eggen soffriva di ansia, e si suicidò.

## Carriera

### Giocatore

#### Club
Eggen giocò l'intera carriera per il Rosenborg, dal 1979 al 1991. Vinse tre campionati.

#### Nazionale
Partecipò ai Giochi della XXIII Olimpiade. Giocò anche 4 partite per la Nazionale maggiore.

### Allenatore
Eggen iniziò la carriera da allenatore con lo Aalesund. Seguì le orme del padre diventando il tecnico del Moss. Nel 2001, fu scelto come responsabile tecnico del Fredrikstad. Nel 2005, fu scelto come allenatore del club Egil Olsen ed Eggen diventò un semplice assistente. Al ritiro di Olsen, però, tornò ad occupare la sua vecchia posizione.
A dicembre 2006 lasciò la squadra.

## Palmarès

### Giocatore

#### Club

##### Competizioni nazionali
- Campionato norvegese: 3

Rosenborg: 1985, 1988, 1990
- Coppa di Norvegia: 2

Rosenborg: 1988, 1990